# 1. deild karla 1989
Mùa giải 1989 của 1. deild karla là mùa giải thứ 35 của bóng đá hạng hai ở Iceland.

## Bảng xếp hạng
| Vị thứ | Đội        | Số trận | Thắng | Hòa | Thua | Bàn thắng | Bàn thua | Hiệu số | Điểm | Ghi chú                     |
| ------ | ---------- | ------- | ----- | --- | ---- | --------- | -------- | ------- | ---- | --------------------------- |
| 1      | Stjarnan   | 18      | 14    | 1   | 3    | 44        | 16       | +28     | 43   | Thăng hạng Úrvalsdeild 1990 |
| 2      | ÍBV        | 18      | 13    | 0   | 5    | 49        | 30       | +19     | 39   | Thăng hạng Úrvalsdeild 1990 |
| 3      | Víðir      | 18      | 12    | 2   | 4    | 30        | 21       | +9      | 38   |                             |
| 4      | Selfoss    | 18      | 9     | 1   | 8    | 23        | 27       | -4      | 28   |                             |
| 5      | Breiðablik | 18      | 6     | 4   | 8    | 36        | 32       | +4      | 22   |                             |
| 6      | Tindastóll | 18      | 6     | 2   | 10   | 34        | 28       | +6      | 20   |                             |
| 7      | Leiftur    | 18      | 5     | 5   | 8    | 15        | 18       | -3      | 20   |                             |
| 8      | ÍR         | 18      | 5     | 5   | 8    | 22        | 30       | -8      | 20   |                             |
| 9      | Völsungur  | 18      | 4     | 2   | 12   | 23        | 44       | -21     | 14   | Xuống hạng 2. deild 1990    |
| 10     | Einherji   | 18      | 4     | 2   | 12   | 21        | 51       | -30     | 14   | Xuống hạng 2. deild 1990    |

## Danh sách ghi bàn
| Cầu thủ             | Số bàn thắng | Đội bóng   |
| ------------------- | ------------ | ---------- |
| Eyjólfur Sverrisson | 14           | Tindastóll |
| Tómas Ingi Tómasson | 12           | ÍBV        |
| Grétar Einarsson    | 12           | Víðir      |
| Jón Þórir Jónsson   | 12           | Breiðablik |
| Árni Sveinsson      | 11           | Stjarnan   |
| Hlynur Stefánsson   | 9            | ÍBV        |